# Nattetale
Nattetale es el título del primer demo de la banda danesa de black metal y funeral doom, Nortt. Este trabajo musical fue auto-producido en 1997 con un total limitado de 100 copias.

## Canciones
1. Dystert sind - 02:45
2. Den sidste nat - 07:04
3. Intet lys i livet - 05:39
4. I mørket - 05:40